# Joe Sade
Joseph Earl „Joe” Sade, Jr. (ur. 19 października 1952 w Detroit) – amerykański zapaśnik walczący w stylu klasycznym. Olimpijczyk z Montrealu 1976, gdzie odpadł w eliminacjach w wadze 57 kg.
Odpadł w eliminacjach mistrzostw świata w 1973 roku.
Zawodnik University of Oregon.